# 율전초등학교 축구부
율전초등학교 축구부(영어: YULJEON ELEMENTARY SCHOOL FOOTBALL CLUB)는 대한민국 경기도 수원시에 있는 초등학교 축구부이다.

## 출신 선수
6학년
남유준GK
이영준SB
우윤수LB
장강휼RB
손지율MP
양리완LW
강승욱RW
김도윤PD,RW
김대경PD,RW (C)

## 참고 자료
- “KFA 통합경기정보 시스템”. 대한축구협회.

## 같이 보기
- 율전초등학교